# هيلين سينجر كابلان
هيلين سينجر كابلان (بالألمانية: Helen Singer Kaplan)‏ هي طبيبة نفسية وعالمة نفس نمساوية.

## حياتها
ولدت في 6 فبراير 1929 في فيينا في النمسا، وتوفيت في 17 أغسطس 1995 في نيويورك في الولايات المتحدة بسبب سرطان.

## وصلات خارجية
- هيلين سينجر كابلان على موقع IMDb (الإنجليزية)